# Dendrocnide kotoensis
Dendrocnide kotoensis är en nässelväxtart som först beskrevs av Bunzo Hayata och Yoshimatsu Yamamoto, och fick sitt nu gällande namn av B.L. Shih och Yuen P. Yang. Dendrocnide kotoensis ingår i släktet Dendrocnide och familjen nässelväxter. Inga underarter finns listade i Catalogue of Life.